# روي ساندرز (لاعب كرة قاعدة أمريكي)
روي ساندرز (بالإنجليزية: Roy Sanders)‏ هو لاعب كرة قاعدة أمريكي، ولد في 10 يونيو 1894 في بيتسبرغ في الولايات المتحدة، وتوفي في 8 يوليو 1963 في لويفيل في الولايات المتحدة.

## وصلات خارجية
- روي ساندرز على موقعبيزبول رفرنس.كوم (الدوري الرئيسي) (الإنجليزية)
- روي ساندرز على موقعبيزبول رفرنس.كوم (الدوري الثانوي) (الإنجليزية)